# Leguán růžový
Leguán růžový (Conolophus marthae), též zvaný galapážský růžový, je kriticky ohrožený druh vejcorodého ještěra z čeledi leguánovití. Je endemitem Galapág (Ekvádor), ale vyskytuje se pouze na ostrově Isabela, na kterém byl poprvé spatřen až v roce 1986. Za samostatný druh rodu Conolphus byl určen teprve v roce 2009, na základě odlišného zbarvení ale především genetické analýzy, podle které se vyvinul z jiného předka než jeho příbuzní leguán bledý (Conolophus pallidus) a leguán galapážský (Conolophus subcristatus).

## Popis
Leguán růžový je velmi podobný ostatním druhům svého rodu. Liší se však odlišnou barvou kůže mající růžový odstín, který na několika místech přechází do černé. Po stranách těla se mu tvoří také černé svislé pruhy. Mírně odlišný je i jeho hřeben (především v oblasti krku), který postrádá ostré výčnělky, a je tak více zaoblený.
Rozměry leguána růžového jsou známy především z jeho holotypu; ten měl tělo dlouhé 47 cm a ocas asi 61,4 cm. Dospělý kus může vážit asi 5 kg.
Leguán růžový se živí podobnou stravou, jako jeho příbuzní, především tedy kaktusy (např. květy opuncie), a ovocem.
O životě a rozmnožování tohoto leguána není známo mnoho spolehlivých údajů. Předpokládá se však, že se jeho život podobá leguánovi bledému nebo leguánovi galapážskému. Údajně se může dožít až 60 let.

### Ohrožení
Leguán růžový se vyskytuje pouze na ostrově Isabela, na území o rozloze 10 až 25 kilometrů čtverečních. Na těchto místech žije už necelých 200 kusů. Ačkoli není ostrov trvale lidmi obydlen, nevyhnul se rozšíření invazivních druhů predátorů, kterými jsou kočky (Felus catus) nebo krysy (Rarrus rattus). Ti se asi nejvíce podílejí na poklesu jeho populace. Rozhodně více, než jeho jediný přirozený predátor jestřáb galapážský (Buleo galapagoensis). V neposlední řadě ohrožuje tohoto leguána samotný ostrov, na kterém se nachází činná sopka zvaná Wolf. Poslední erupce tohoto vulkánu byla zaznamenána v roce 1982.
Ze strany ochránců je obecně doporučeno chovat tento druh v zajetí, a pokusit se jej úspěšně rozmnožit. Rovněž se pokládá za vhodné vytvořit přírodní rezervaci, a vypořádat se s nepůvodními druhy predátorů.